# Entre Abelhas
Entre Abelhas é um filme de comédia dramática brasileiro de 2015 dirigido por Ian SBF e escrito em parceria pelo próprio diretor e Fábio Porchat, que protagoniza o filme como Bruno, um jovem que após uma separação passa a não enxergar as pessoas. O filme conta ainda com Irene Ravache, Marcos Veras, Luis Lobianco e Giovanna Lancellotti no elenco.
O filme chegou aos cinemas no dia 30 de abril de 2015 distribuído pela Imagem Filmes. Em geral, foi recebido com avaliações positivas dos críticos, em especial pelo roteiro que mescla comédia e drama, além das interpretações dos atores principais. Angariou R$ 5,7 milhões em sua exibição nos cinemas, superando seu orçamento de R$ 4,1 milhões. O filme recebeu quatro indicações no 21° Prêmio Guarani de Cinema, incluindo de Melhor Ator (Fábio Porchat), Melhor Atriz Coadjuvante (Irene Ravache) e Melhor Roteiro Original (Ian SBF e Porchat).

## Sinopse
Coisas estranhas começam a acontecer na vida de Bruno (Fábio Porchat), um jovem de quase 30 anos, editor de imagens e que acaba de se separar da mulher (Giovanna Lancellotti). Bruno tropeça no ar, esbarra no que não vê, até perceber que as pessoas ao seu redor estão desaparecendo só para ele. Os dias correm e a situação só piora. Com a ajuda de sua mãe (Irene Ravache), Bruno tentará descobrir o que se passa em sua vida e porque não está mais conseguindo ver as pessoas. Além de tentar se adaptar a esse novo mundo com cada vez menos gente.

## Elenco
- Fábio Porchat como Bruno
- Irene Ravache como Ângela, mãe de Bruno
- Marcos Veras como Davi, melhor amigo de Bruno
- Luis Lobianco como Nildo, atendente de pizzaria
- Giovanna Lancellotti como Regina, ex-mulher de Bruno
- Marcelo Valle como Psicólogo
- Letícia Lima como Rebeca

## Produção
O filme é dirigido por Ian SBF, sendo essa sua estreia na direção de longa-metragem, que também assume o roteiro em parceria com seu amigo do grupo Porta dos Fundos Fábio Porchat. A escrita do roteiro foi realizada quase 10 anos antes da produção ser finalizada e lançada. Em entrevista à imprensa, o diretor Ian SBF disse:

Entre Abelhas sempre esteve na nossa cabeça. A gente sabia que o roteiro estava lá, mas, depois de tantos anos, já estávamos com outra visão e com mais experiência. Então aconteceu essa coisa curiosa: o filme foi amadurecendo de forma diferente, porque o roteiro ficou na gaveta muito tempo e, durante esse tempo, nós fomos amadurecendo. No fim das contas, tudo isso influenciou o roteiro final.

## Lançamento
O filme foi lançado no Brasil em 30 de abril de 2015 pela Imagem Filmes.

## Recepção

### Bilheteria
De acordo com dados do Observatório Brasileiro do Cinema e do Audiovisual (OCA), da Ancine, Entre Abelhas foi distribuído por 342 salas de cinema por todo o país. Ao longo de sua exibição, alcançou um público de 438.782 espectadores, gerando uma receita de R$ 5.738.814,70. Convertendo em dólares, de acordo com o Box Office Mojo, nos primeiros dias após seu lançamento, entre 30 de abril e 3 de maio, gerou 823 251 dólares. No total, teve uma receita de 1 712 607 dólares.

### Resposta dos críticos
No website agregador de resenhas AdoroCinema, o filme conta com uma média de 3,5 de 5 estrelas () com base em 12 resenhas publicadas na imprensa. Renato Hermsdorff, em sua crítica para o próprio website AdoroCinema, também avaliou o filme com  3,5 de 5 estrelas (), o que o classifica como "Bom", e disse: "Não se deixe levar pelo passado (audiovisual) dessa turma. Estreando no comando de um longa-metragem de ficção, Ian SBF, o diretor dos vídeos do fenômeno Porta dos Fundos – canal de humor da internet que conta com quase dez milhões de seguidores (em abril de 2015) – apresenta um Entre Abelhas que está mais para o drama do que para a comédia."
Jurandir Filho, crítico do website Cinema com Rapadura, atribuiu ao filme nota 9 de 10 e escreveu: "O longa pode parecer curto, mas tudo é bem pensado. O roteiro, feito por SBF e Porchat, é muito inteligente. Mescla humor, com as situações da mãe de Bruno vivida por Irene Ravache e o personagem de Luis Lobianco, mas não esquece a linha principal do filme: o drama."
Mariana Peixoto, escrevendo para o jornal Estado de Minas, também avaliou o filme positivamente: "Entre Abelhas, a começar pelo título – cuja explicação só aparece no meio da narrativa – é um filme estranho. Vai pelo caminho mais “difícil” [...]. Mas basta ler nas entrelinhas para ver graça na estranheza." Sérgio Alpendre, da Folha de S.Paulo, escreveu: "Quando, após o riso, surge repentinamente o travo na garganta, Entre Abelhas se mostra muito mais do que um veículo para Fábio Porchat. É na verdade um dos raros filmes brasileiros recentes que aliam apelo comercial com inteligência."

### Prêmios e indicações
| Ano  | Associações                         | Categoria                | Nomeações               | Resultado |
| ---- | ----------------------------------- | ------------------------ | ----------------------- | --------- |
| 2016 | Prêmio Guarani de Cinema Brasileiro | Melhor Ator              | Fábio Porchat           | Indicado  |
| 2016 | Prêmio Guarani de Cinema Brasileiro | Melhor Atriz Coadjuvante | Irene Ravache           | Indicado  |
| 2016 | Prêmio Guarani de Cinema Brasileiro | Melhor Roteiro Original  | Fábio Porchat e Ian SBF | Indicado  |
| 2016 | Prêmio Guarani de Cinema Brasileiro | Melhor Efeito Visual     | Ian SBF                 | Indicado  |